# Slaget vid Käkelä
Slaget vid Käkelä var ett slag under finska kriget 1808–1809. Slaget stod mellan svenska och ryska styrkor den 26 februari 1808 vid Käkelä, öster om Orimattila.

## Bakgrund
Efter att Ryssland invaderat Finland den 21 februari 1808 sammanslöt sig den 2:a brigaden under reträtten västerut vid Orimattila. Vid byn Käkelä, öster om Orimattila, befann sig en bataljon av Åbo läns infanteriregemente och ett halvt kompani av Nylands jägare under befäl av översten Herman Fleming. På grund av kvällens extrema köld hade chefen för 2:a brigaden, överste Carl Johan Adlercreutz, inte trott att ett anfall skulle komma och hade därför väntat med att skicka ut en fältvakt på vägen mellan Mörskom och Käkelä. När en fältvakt blev utsänd blev denna nästan omedelbart överfallen av ryska styrkor och fick retirera tillbaka till Käkelä.

## Slaget
Omkring klockan 21:30 inleddes skottväxlingen mellan svenska och ryska styrkor. Överste Adlercreutz samlade sina resterande trupper i Orimattila och skickade först förstärkningar söderut innan han insåg att anfallet kommit vid Käkelä. De ryska styrkorna gynnades inledningsvis av sina uniformers likhet till Nylänningarnas men när de av överste Fleming väl anförda trupperna från Åbo läns infanteriregemente anföll med bajonett drevs ryssarna ut. Flera förnyade ryska anfall kom mot byn men utan resultat och 02:30 fick de göra upp stockeldar vid skogsbrynet. Överste Adlercreutz skrev senare att "Intet kunde störa våra troppars ståndaktighet. Man hade svårt att återhålla deras häftighet att vilja rusa på fienden utom byn, hvilket i mörkret och utan att känna dess styrka, kunnat hafva farliga följder; 36° köld, mörkret och en oupphörlig eld, gjorde detta till en verklig bardalek".

## Följder
Överste Adlercreutz ville fortsätta striden senare samma morgon men efter att en av generallöjtnant Carl Nathanael af Klercker utsänd order om att fortsätta reträtten till Tavastehus ankom verkställdes inte detta. När överste Adlercreutz berättade detta för soldaterna yttrade han att "Vi hafva i natt slagit fienden och såsom segrare gå vi härifrån. Misstron därför icke Edert befäl eller den plan, som konungen antagit för kriget, utan varen säkra därpå, att I alltid skolen få visa Edert mod, då något mål till landets försvar därigenom kan vinnas". Därefter retirerade de svenska styrkorna.